# Gare de Maisse
La gare de Maisse est une gare ferroviaire française de la ligne de Villeneuve-Saint-Georges à Montargis, située sur le territoire de la commune de Maisse, dans le département de l'Essonne en région Île-de-France.
C'est une gare de la Société nationale des chemins de fer français (SNCF) desservie par les trains de la ligne D du RER. Elle se situe à une distance de 64,30 km de Paris-Gare-de-Lyon.

## Situation ferroviaire
Établie à 64 mètres d'altitude, la gare de Maisse est située su point kilométrique (PK) 64,301 de la ligne de Villeneuve-Saint-Georges à Montargis, entre les gares de Boutigny et Buno - Gironville.

## Histoire

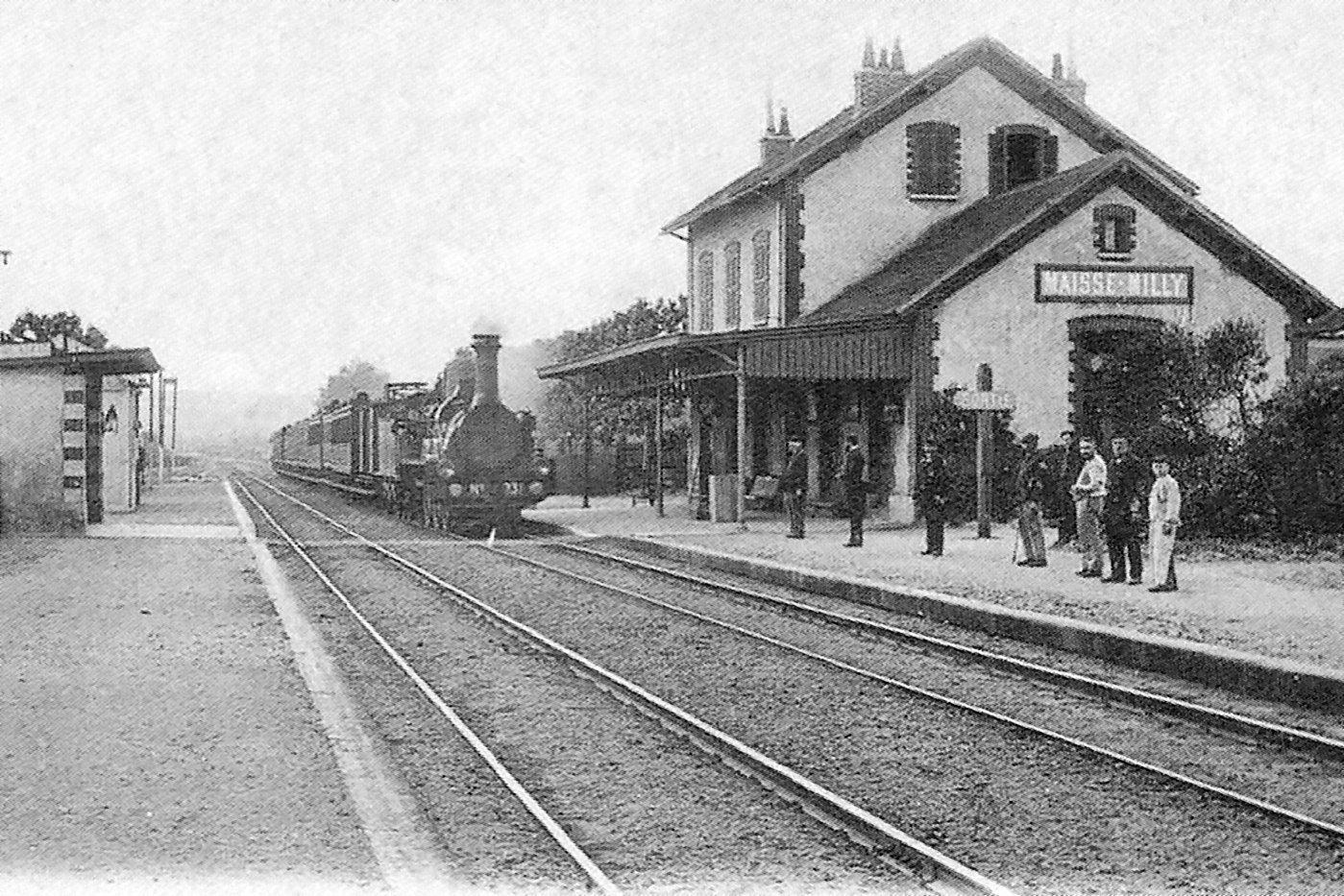
Intérieur de la gare au début du XXe siècle.

La station de Maisse est mise en service par la Compagnie des chemins de fer de Paris à Lyon et à la Méditerranée (PLM), le 5 janvier 1865, lors de l’inauguration de la section de Corbeil à Maisse de la ligne Villeneuve-Saint-Georges - Montargis.

Elle devient une gare de passage le 6 mai 1867, lorsque la compagnie du PLM ouvre à l'exploitation le tronçon de Maisse à Montargis.

## Fréquentation
De 2015 à 2022, selon les estimations de la SNCF, la fréquentation annuelle de la gare s'élève aux nombres indiqués dans le tableau ci-dessous.
| Année     | 2015    | 2016    | 2017    | 2018    | 2019    | 2020   | 2021    | 2022    |
| --------- | ------- | ------- | ------- | ------- | ------- | ------ | ------- | ------- |
| Voyageurs | 219 092 | 207 032 | 195 208 | 180 378 | 167 203 | 84 596 | 179 356 | 137 968 |

## Service des voyageurs

### Accueil
Gare SNCF du réseau Transilien, elle offre divers services avec, notamment, une présence commerciale quotidienne tous les jours, et des aménagements et services pour les personnes à mobilité réduite. Elle est équipée d'un automate pour la vente des titres de transport Transilien ainsi que d'un « système d'information sur les circulations des trains en temps réel ».

### Desserte
La gare est desservie par les trains de la ligne D du RER.

### Intermodalité
La gare est desservie par les lignes 4342 et 4343 du réseau de bus Essonne Sud Est et par le service de transport à la demande « TàD Milly-la-Forêt ».

## Galerie de photographies

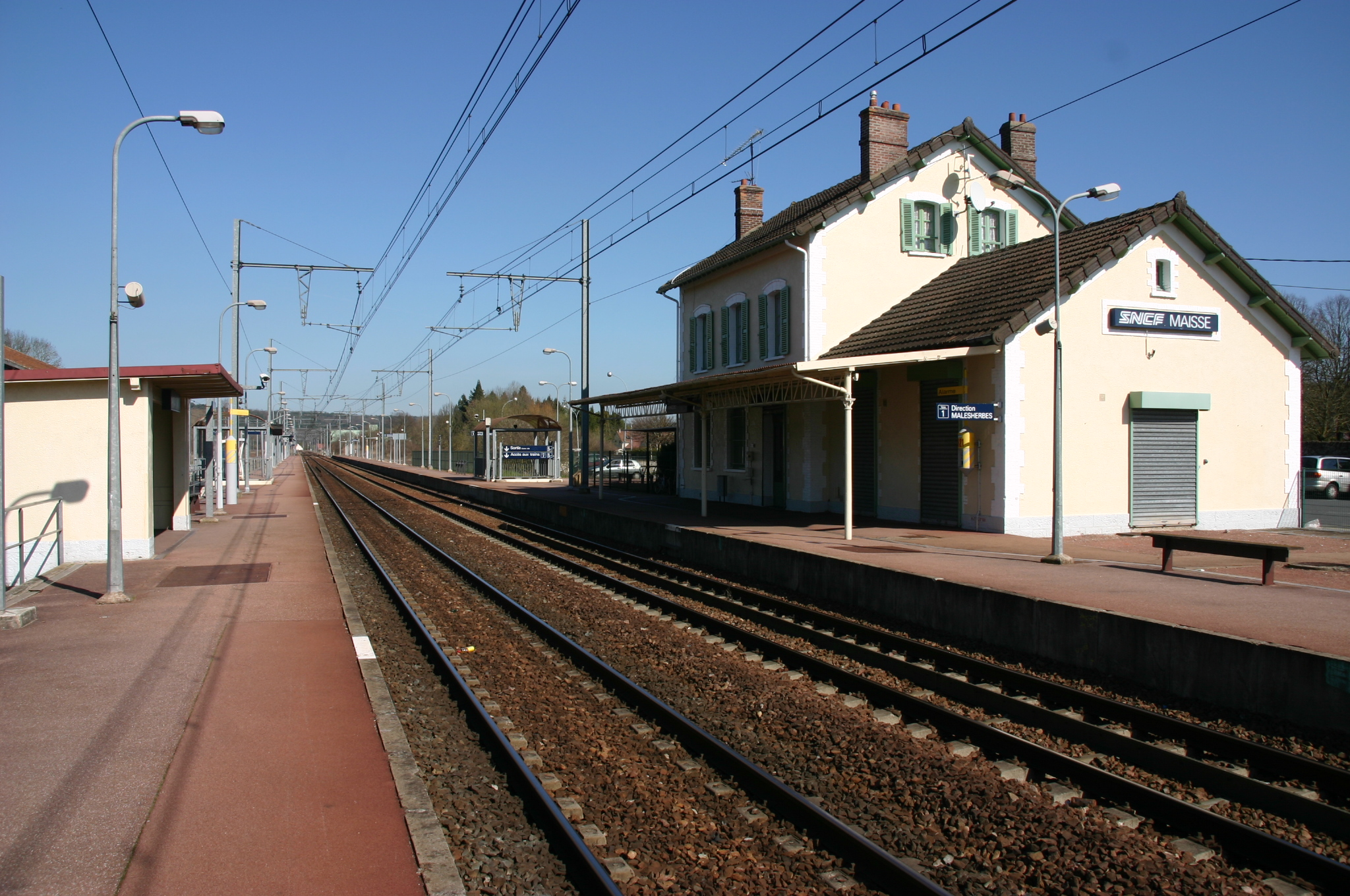
Les voies, le bâtiment voyageurs et l'abri de quai.
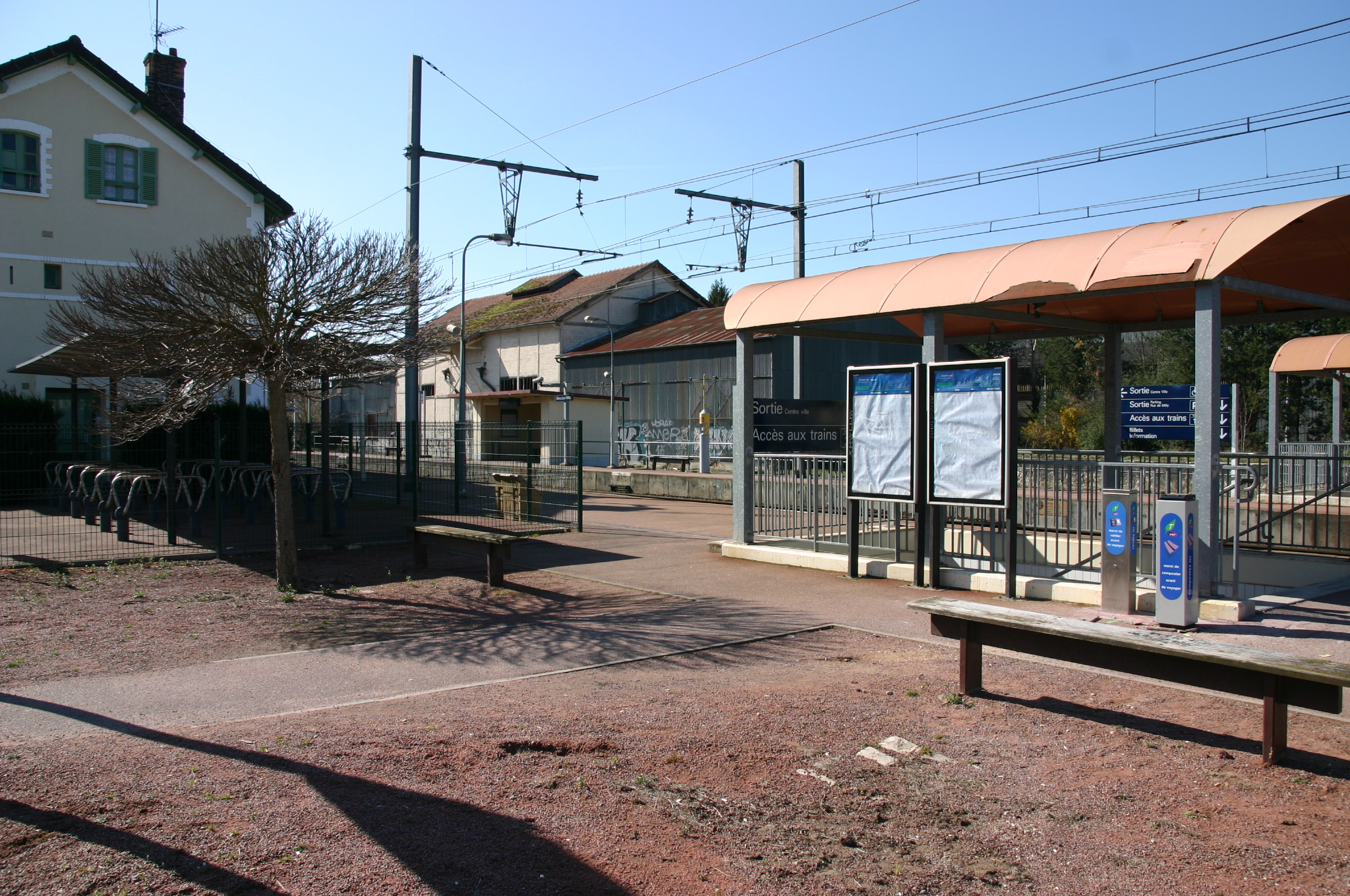
Entrée de la gare, parc à vélos et entrée du souterrain.
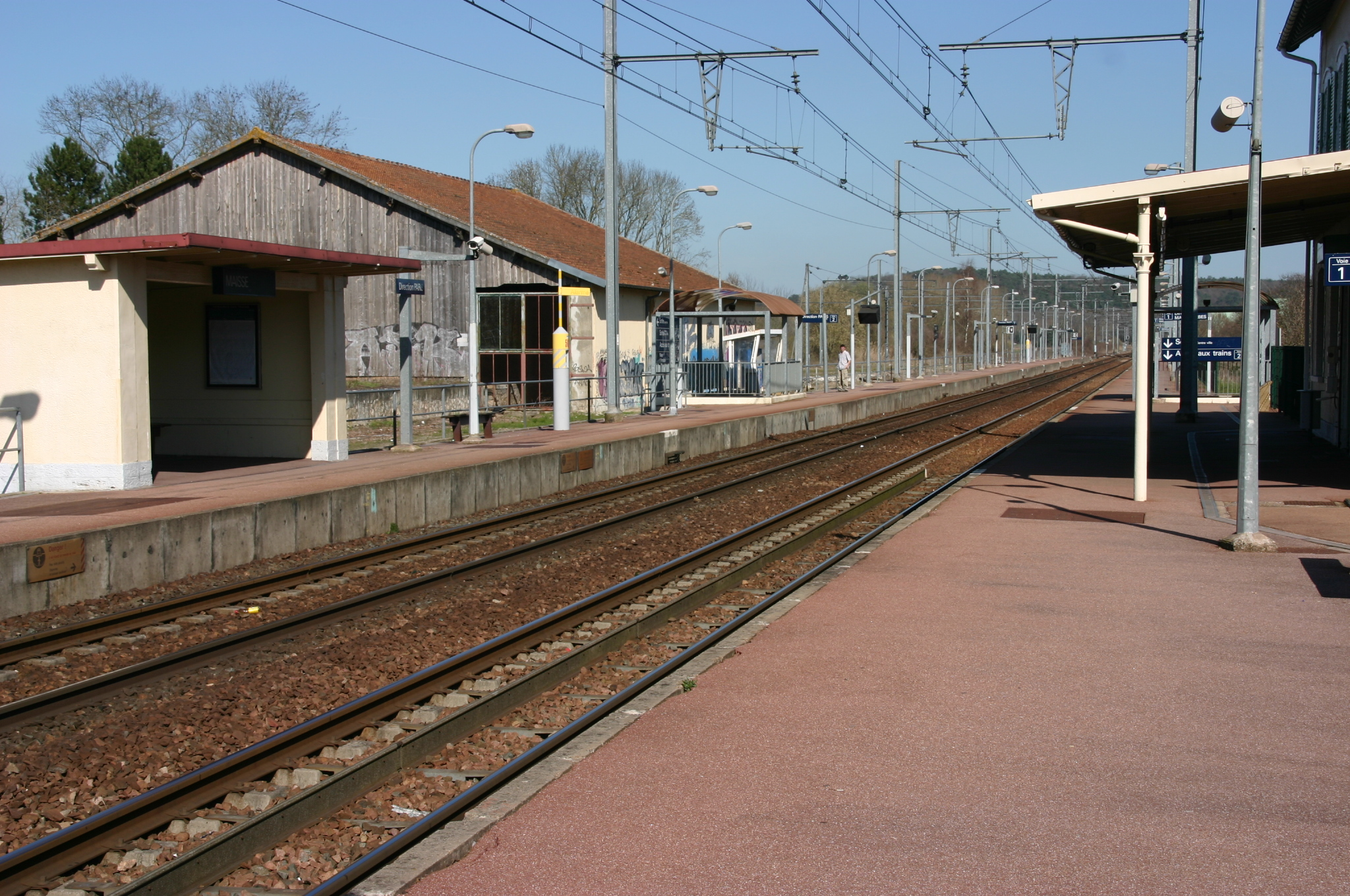
Abri de quai et ancienne halle à marchandises.
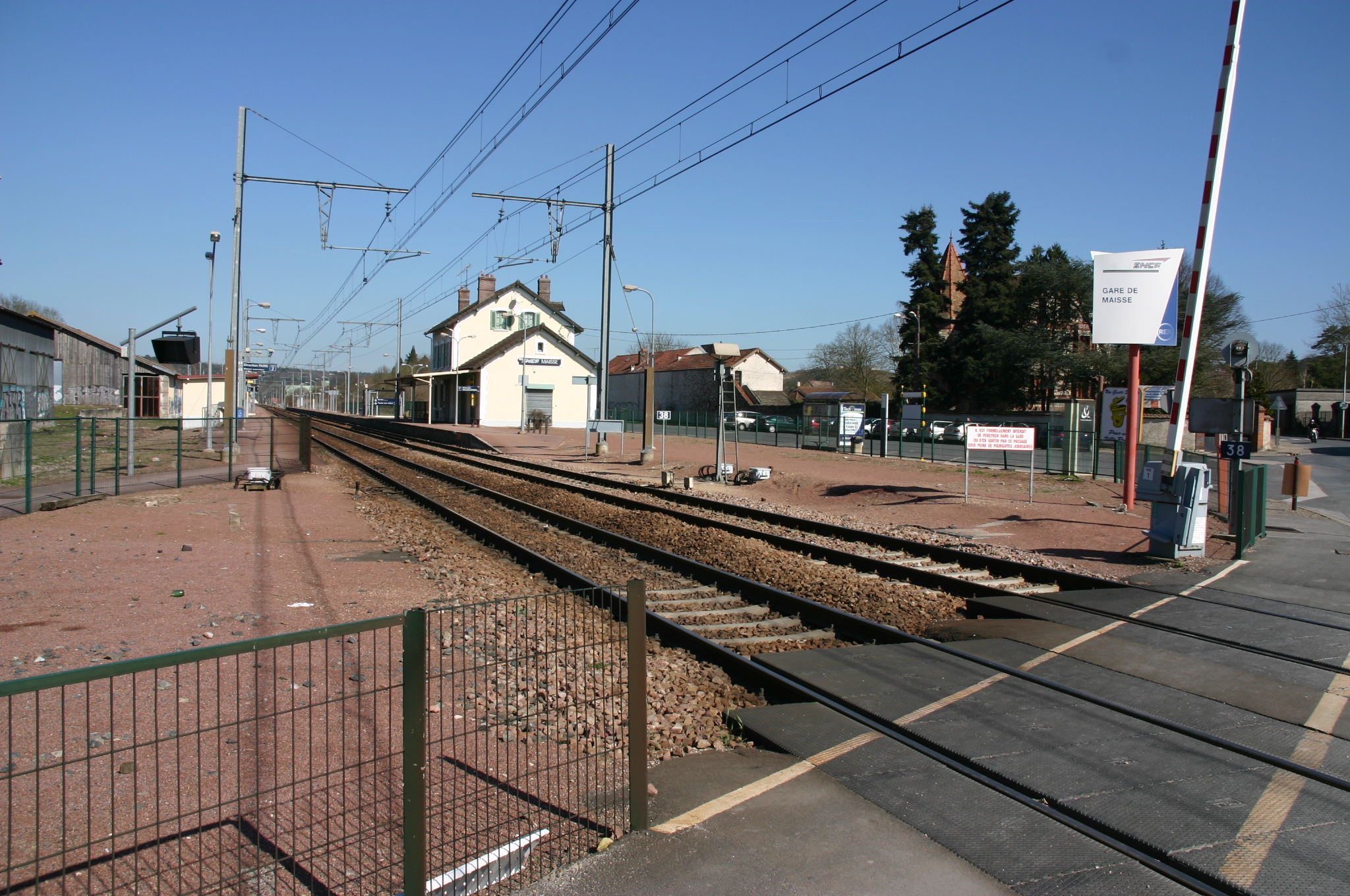
Le passage à niveau avec la gare en arrière-plan.
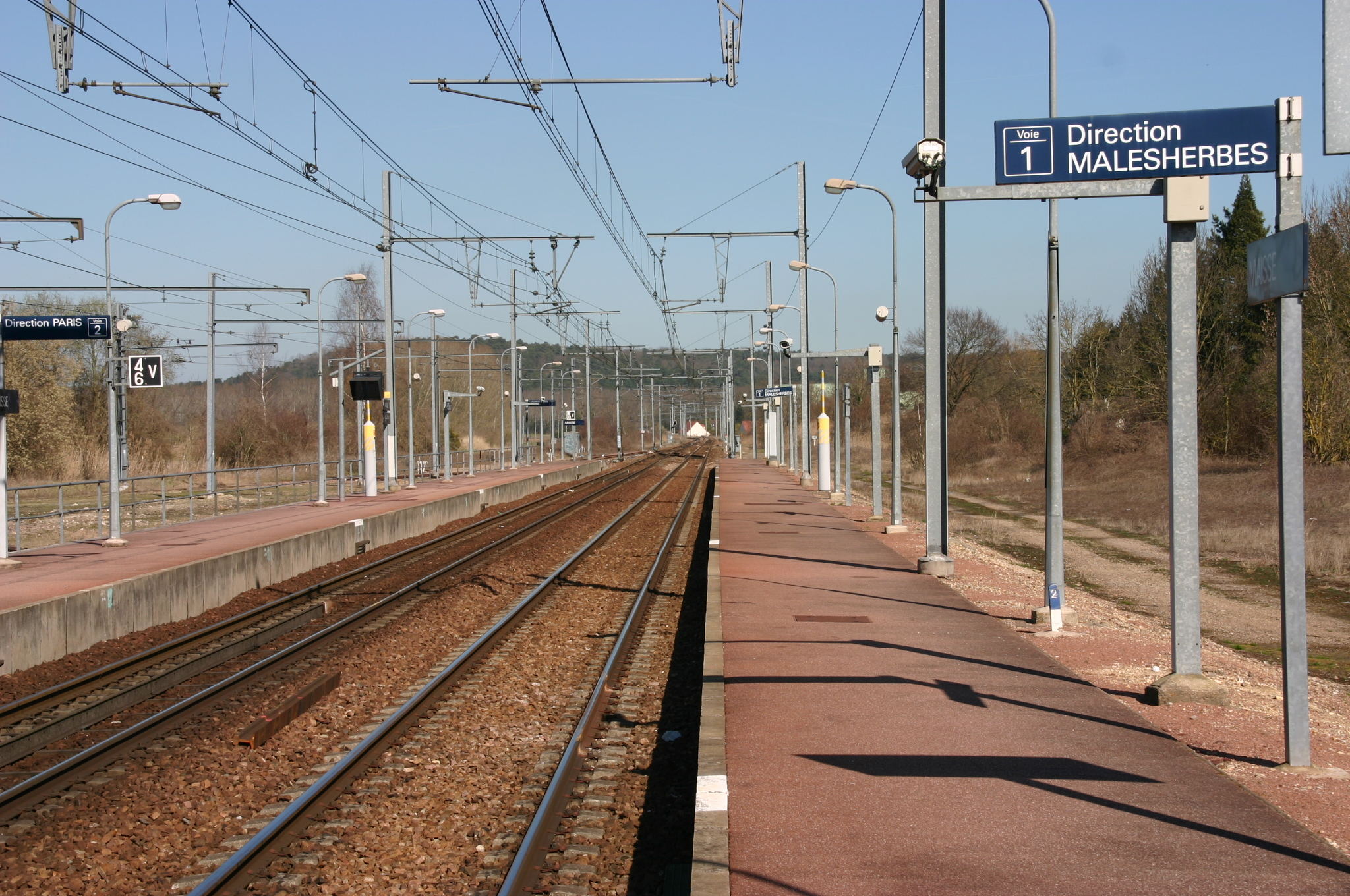
La ligne avec voies et quais.